# Massimo Dutti

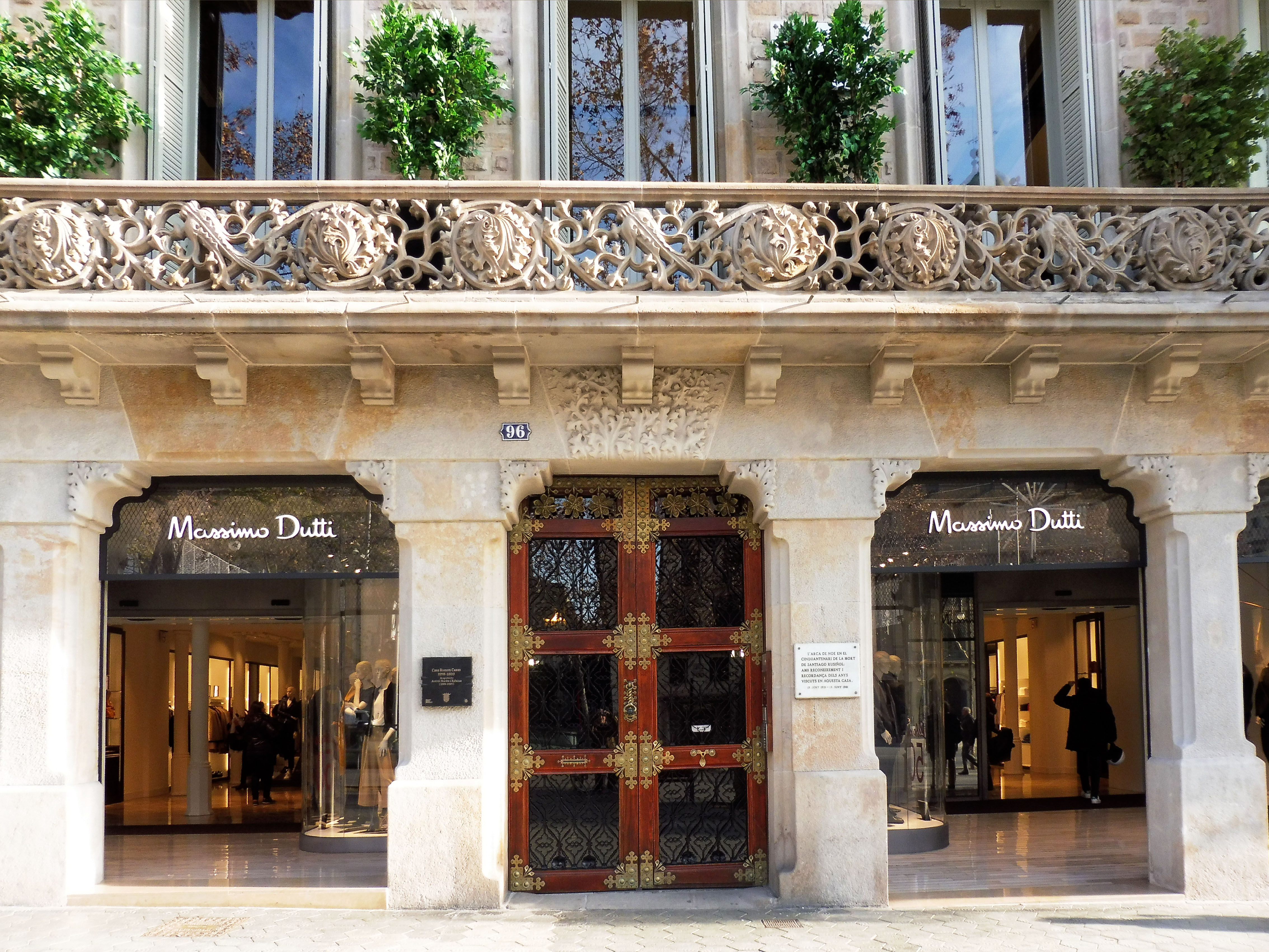
Massimo Dutti-Filiale in Barcelona

Massimo Dutti ist ein Unternehmen, das zur spanischen Inditex Gruppe gehört. Das Unternehmen produziert und vertreibt Kleidung. Es wurde 1985 von Armando Lasauca in Barcelona gegründet und produzierte und vermarktete zunächst Herrenbekleidung, insbesondere Hemden.
1991 kaufte die Inditex Gruppe 65 % des Aktienkapitals auf, bevor das Unternehmen zu 100 % übernommen wurde. Die Produktion wurde danach auf Damenbekleidung, Kinderkleidung, Uhren und Parfüms ausgedehnt. Derzeit gibt es mehr als 681 Läden in  über 64 Ländern.
Die Verwaltung sitzt in Barcelona, Spanien, im Gegensatz zu Inditex, die ihren Sitz in Arteixo, Galicien, Spanien hat.